# Kraszna
Kraszna (rum. Crasna) – rzeka w północno-zachodniej Rumunii i w północno-wschodnich Węgrzech, lewy dopływ Cisy. Długość – 193 km (147 km w Rumunii, 46 km na Węgrzech), powierzchnia zlewni – 3142 km² (2255 km² w Rumunii, 887 km² na Węgrzech), średni przepływ – 3,0 m³/s. 
Źródła Kraszny znajdują się na wysokości 565 m n.p.m. na północnych zboczach szczytu Măgura Priei (997 m n.p.m.) w górach Meseș. Rzeka zakolami płynie na północny zachód przez Kotlinę Şimleu Silvaniei i wypływa na Równinę Samoszu – brzeżną część Wielkiej Niziny Węgierskiej. W okolicy wsi Ágerdómajor przecina granicę węgiersko-rumuńską i łagodnie zmienia kierunek na północny. Na terenie Węgier Kraszna oddziela region Nyírség na zachodzie od Równiny Satmarsko-Berehowskiej na wschodzie. Od połowy biegu Krasznie w odległości kilku kilometrów towarzyszy od wschodu dopływ Samoszu Homorod. Kraszna uchodzi do Cisy w miasteczku Vásárosnamény. 
Największe dopływy Kraszny to Cerna, Maja i Zălau – wszystkie na odcinku górskim i wszystkie prawe. 
Do 1890 roku Kraszna uchodziła do Samoszu.